# Six Jours de Groningue
Les Six Jours de Groningue sont une course cycliste de six jours disputée à Groningue (Pays-Bas) dans les années 1970, dans l'enceinte du Martinihal (nl). Quatre éditions ont été organisées entre 1970 à 1979.

## Palmarès
| Année   | Vainqueur                    | Deuxième                        | Troisième                  |
| ------- | ---------------------------- | ------------------------------- | -------------------------- |
| 1970    | Jan Janssen Peter Post       | Klaus Bugdahl Dieter Kemper     | Graeme Gilmore Sigi Renz   |
| 1971    | Klaus Bugdahl Dieter Kemper  | Fritz Pfenninger Peter Post     | Leo Duyndam René Pijnen    |
| 1972    | Klaus Bugdahl Dieter Kemper  | Graeme Gilmore Theo Verschueren | René Pijnen Norbert Seeuws |
| 1973-78 | Non-disputés                 |                                 |                            |
| 1979    | Wilfried Peffgen René Pijnen | Albert Fritz Patrick Sercu      | Roman Hermann Horst Schütz |